# Wahlenheim
Wahlenheim è un comune francese di 394 abitanti situato nel dipartimento del Basso Reno nella regione del Grand Est.

## Società

### Evoluzione demografica
Abitanti censiti